# REC Reporteros Cuatro
REC Reporteros Cuatro fue un programa de televisión dentro de la categoría reportaje/documental producido por La Quimera y emitido en viernes por el canal de televisión española Cuatro.

## Formato
Un programa semanal de reportajes en horario de máxima audiencia. Una propuesta innovadora en la que el espectador comparte con el periodista toda su investigación.
Cuatro apuesta por una nueva línea de gran reportaje que se emitirá en horario de prime time, detrás de Callejeros, impulsando una noche de actualidad en la cadena en horario de máxima audiencia.
Consolida así una apuesta que en el último año sólo había atendido esporádicamente, aunque con buenos resultados de audiencia, tanto con los reportajes internacionales de Jon Sistiaga como con la línea más pegada a la actualidad española que corría a cargo de los reporteros de los Servicios Informativos. Consolidar una franja semanal de reportajes era objetivo prioritario para los Servicios Informativos de Cuatro en su nueva etapa, bajo la dirección de Juan Pedro Valentín.
Rec Reporteros Cuatro será dirigido y presentado por el periodista Jon Sistiaga. Cada semana, un reportero analizará en profundidad un tema de actualidad, tanto nacional como internacional, y nos mostrará las interioridades de su investigación periodística.
Los reporteros abordan la investigación con una fórmula innovadora, en la que buscan respuestas a las preguntas claves del tema a tratar. REC no sólo muestra el resultado de trabajo periodístico, sino también sus entrañas. Según Juan Pedro Valentín "el espectador vivirá junto al reportero las interioridades de su trabajo, incluso las conversaciones con sus jefes, los intentos fallidos por encontrar un dato o un entrevistado, las reacciones después de un testimonio impactante o una vivencia sorprendente".
Los Reporteros de Cuatro comparten con el espectador su experiencia periodística a la vez que va descubriendo las respuestas a las cuestiones planteadas. REC no sólo cuenta cosas, sino que se muestra cómo se consiguen.

## Reportajes
| Reportaje         | Nombre                                                | Reportero                         | Día de estreno           | Audiencia                                         | Edad |  |
| ----------------- | ----------------------------------------------------- | --------------------------------- | ------------------------ | ------------------------------------------------- | ---- |  |
| Primera Temporada |                                                       |                                   |                          |                                                   |      |  |
| 1x01              | Baby sicarios en Colombia                             | David Beriain                     | 23 de abril de 2010      | 1.567.000 espectadores 11,5% de cuota de pantalla |      |  |
| 1x02              | ¿Estamos desnudos en Internet?                        | Laura Gimeno                      | 30 de abril de 2010      | 1.001.000 espectadores 7,3% de cuota de pantalla  |      |  |
| 1x03              | Los desiertos de Al Qaeda                             | Jon Sistiaga                      | 7 de mayo de 2010        | 1.146.000 espectadores 8,9% de cuota de pantalla  |      |  |
| 1x04              | ¿Sabemos lo que comemos?                              | Clara Sánchez-Castro              | 14 de mayo de 2010       | 1.296.000 espectadores 9,1% de cuota de pantalla  |      |  |
| 1x05              | Detrás de la copa                                     | Jon Sistiaga                      | 21 de mayo de 2010       | 1.165.000 espectadores 9,1% de cuota de pantalla  |      |  |
| 1x06              | ¿Cuánto cuesta morirse en España?                     | Laura Gimeno                      | 28 de mayo de 2010       | 1.170.000 espectadores 9,1% de cuota de pantalla  |      |  |
| 1x07              | Amenaza de desahucio                                  | Clara Sánchez-Castro              | 4 de junio de 2010       | 1.103.000 espectadores 9,1% de cuota de pantalla  |      |  |
| 1x08              | Los guardianes de Chávez                              | David Beriaín                     | 11 de junio de 2010      | 967.000 espectadores 7,5% de cuota de pantalla    |      |  |
| 1x09              | ¿Era necesario construirlo?                           | Laura Gimeno                      | 18 de junio de 2010      | 992.000 espectadores 7,3% de cuota de pantalla    |      |  |
| 1x10              | ¿Te gusta tu cuerpo?                                  | Clara Sánchez-Castro              | 25 de junio de 2010      | 698.000 espectadores 6,8% de cuota de pantalla    |      |  |
| 1x11              | ¿Reciclarse o morir?                                  | Laura Gimeno                      | 2 de julio de 2010       | 550.000 espectadores 6.2% de cuota de pantalla    |      |  |
| 1x12              | Madrid, La Roja, Barcelona                            | Clara Sánchez-Castro Laura Gimeno | 9 de julio de 2010       | 794.000 espectadores 7,5% de cuota de pantalla    |      |  |
| 1x13              | Puerto: Zona restringida                              | Laura Gimeno                      | 16 de julio de 2010      | 873.000 eszpectadores 9,0% de cuota de pantalla   |      |  |
| 1x14              | Narcoméxico (Parte 1): Corrido para un degollado      | Jon Sistiaga                      | 23 de julio de 2010      | 488.000 espectadores 7,5% de cuota de pantalla    |      |  |
| 1x15              | Narcoméxico (Parte 1): Alfombra roja para los muertos | Jon Sistiaga                      | 30 de julio de 2010      | 513.000 espectadores 7,7% de cuota de pantalla    |      |  |
| 1x16              | Afganistán: Españoles en la ratonera                  | David Beriain                     | 27 de agosto de 2010     | 290.000 espectadores 5,4% de cuota de pantalla    |      |  |
| Segunda Temporada |                                                       |                                   |                          |                                                   |      |  |
| 2x01              | ¡Peligro: Mascotas sueltas!                           | Clara Sánchez-Castro              | 3 de septiembre de 2010  | 809.000 espectadores 7,4% de cuota de pantalla    |      |  |
| 2x02              | Irak, sin yanquis                                     | David Beriain                     | 10 de septiembre de 2010 | 582.000 espectadores 6,6% de cuota de pantalla    |      |  |
| 2x03              | Videocontrolados                                      | Pere Espinosa                     | 17 de septiembre de 2010 | 505.000 espectadores 8,2% de cuota de pantalla    |      |  |
| 2x04              | Arizona ilegal                                        | Jon Sistiaga                      | 1 de octubre de 2010     | 605.000 espectadores 8,3% de cuota de pantalla    |      |  |
| 2x05              | Futuro negro como el carbón                           | David Escamilla                   | 8 de octubre de 2010     | 308.000 espectadores 4,2% de cuota de pantalla    |      |  |
| 2x06              | Edificios tóxicos                                     | Clara Sánchez-Castro              | 15 de octubre de 2010    | 351.000 espectadores 5,1% de cuota de pantalla    |      |  |
| 2x07              | Superabuelos                                          | Nuria Peraire                     | 22 de octubre de 2010    | 433.000 espectadores 6,7% de cuota de pantalla    |      |  |
| 2x08              | Congo, tierra violada                                 | David Beriain                     | 29 de octubre de 2010    | 481.000 espectadores 6,9% de cuota de pantalla    |      |  |
| 2x09              | ¿Quién hace la luz?                                   | Laura Gimeno                      | 5 de noviembre de 2010   | 388.000 espectadores 8,1% de cuota de pantalla    |      |  |
| 2x10              | Bebés robados en España                               | Clara Sánchez-Castro              | 12 de noviembre de 2010  | 542.000 espectadores 9,7% de cuota de pantalla    |      |  |
| 2x11              | Amarás al líder sobre todas las cosas                 | Jon Sistiaga                      | 26 de noviembre de 2010  | 441.000 espectadores 8,1% de cuota de pantalla    |      |  |
| 2x12              | Enganchados al videojuego                             | Ángels Molina                     | 4 de diciembre de 2010   | 423.000 espectadores 5,6% de cuota de pantalla    |      |  |
| 2x13              | Pobre clase media                                     | Agustín Pérez                     | 17 de diciembre de 2010  | 734.000 espectadores 9,7% de cuota de pantalla    |      |  |
| 2x14              | Con la música a otra parte                            | Jon Sistiaga                      | 28 de enero de 2011      | 269.000 espectadores 4,2% de cuota de pantalla    |      |  |